# Lars Sigurd Björkström
Lars Sigurd Björkström (* 19. November 1943 in Göteborg, Schweden) ist ein ehemaliger brasilianischer Segler.

## Erfolge
Lars Sigurd Björkström, der in Schweden geboren wurde und dort aufwuchs, ehe er nach Brasilien auswanderte, nahm für Brasilien an den Olympischen Spielen 1980 in Moskau in der Bootsklasse Tornado teil. Gemeinsam mit Alexandre Welter belegte er den ersten Platz vor Peter Due und Per Kjærgaard Nielsen sowie Göran Marström und Jörgen Ragnarsson. Sie wurden mit einer Gesamtpunktzahl von 21,4 Punkten Olympiasieger.